# Hålebäcken
Hålebäcken är en bebyggelse på östra Orust i Orusts kommun. Bebyggelsen klassades som en småort vid SCB:s ortsavgränsning 2020.